# Fernand Sabatté
Jérôme Guillaume Fernand Sabatté né à Aiguillon (Lot-et-Garonne) le 14 mai 1874 et mort à Chamigny (Seine-et-Marne) le 22 octobre 1940 est un peintre français.

## Biographie
Les parents de Fernand Sabatté se séparent en 1880 et il s'installe avec sa mère à Bordeaux. Après avoir suivi les cours d'Albéric Dupuy à l'École des beaux-arts de Bordeaux, il entre en 1893 à l'École des beaux-arts de Paris dans l'atelier de Gustave Moreau. Il expose pour la première fois au Salon des artistes français en 1895. En 1900, il obtient le grand prix de Rome pour son tableau Un Spartiate montre à ses fils un Ilote ivre. En octobre 1912, il est nommé chevalier de la Légion d'honneur. 
Mobilisé pendant la Première Guerre mondiale, il reçoit la croix de guerre. En 1916, il est chargé de diriger les évacuations des collections des musées du Nord de la France. Il habite alors à Arras. Fin 1920, il est promu officier de la Légion d'honneur et confie à Léon Bonnat la charge de sa réception. Sabatté réside alors 36, rue Gros à Paris. 
À partir de 1926, il enseigne la peinture, d'abord à l'École des beaux-arts de Lille jusqu'en 1929, puis à l'École des beaux-arts de Paris. Il a pour élève Louise Cottin lauréate d'un second prix de Rome en 1934 ; Irène Kalebdjian, née en 1910 à Paris, premier deuxième grand prix de Rome de peinture en 1935, ; Paul Aïzpiri (1919-2016) ; Pierre-Yves Trémois (1921-2020).
En 1929, il fonde la revue bimestrielle L'Art : revue illustrée et rédigée par les artistes eux-mêmes, qui paraîtra jusqu'en 1931.
En 1935, il est élu membre de l'Académie des beaux-arts, section peinture, au fauteuil 5.
Le 22 octobre 1940, il meurt dans un accident de voiture sur la route nationale à l'entrée de la ville de Meaux.

## Expositions
- Hommage aux peintres aiguillonnais. Fernand Sabatté, Raoul Dastrac, Louis Lamarque, Aiguillon, musée Raoul-Dastrac, juin-juillet 2007[8].

## Collections publiques
- Agen, musée des Beaux-Arts : Le Pauvre, 1898.
- Bordeaux, musée des Beaux-Arts :
  - Ma Grand-mère, 1895 ;
  - Intérieurs de Saint-Germain-des-Prés, 1897.
- Dijon, musée des Beaux-Arts : Près du feu, 1896.
- Marseille, musée Cantini : Dans la gloire de Dieu.
- Paris :
  - École nationale supérieure des beaux-arts : Un Spartiate montre à ses fils un Ilote ivre, 1900.
  - musée Carnavalet : Inondation à Paris, 1910.
  - musée d'Orsay : La Crypte.

Œuvres de Fernand Sabatté
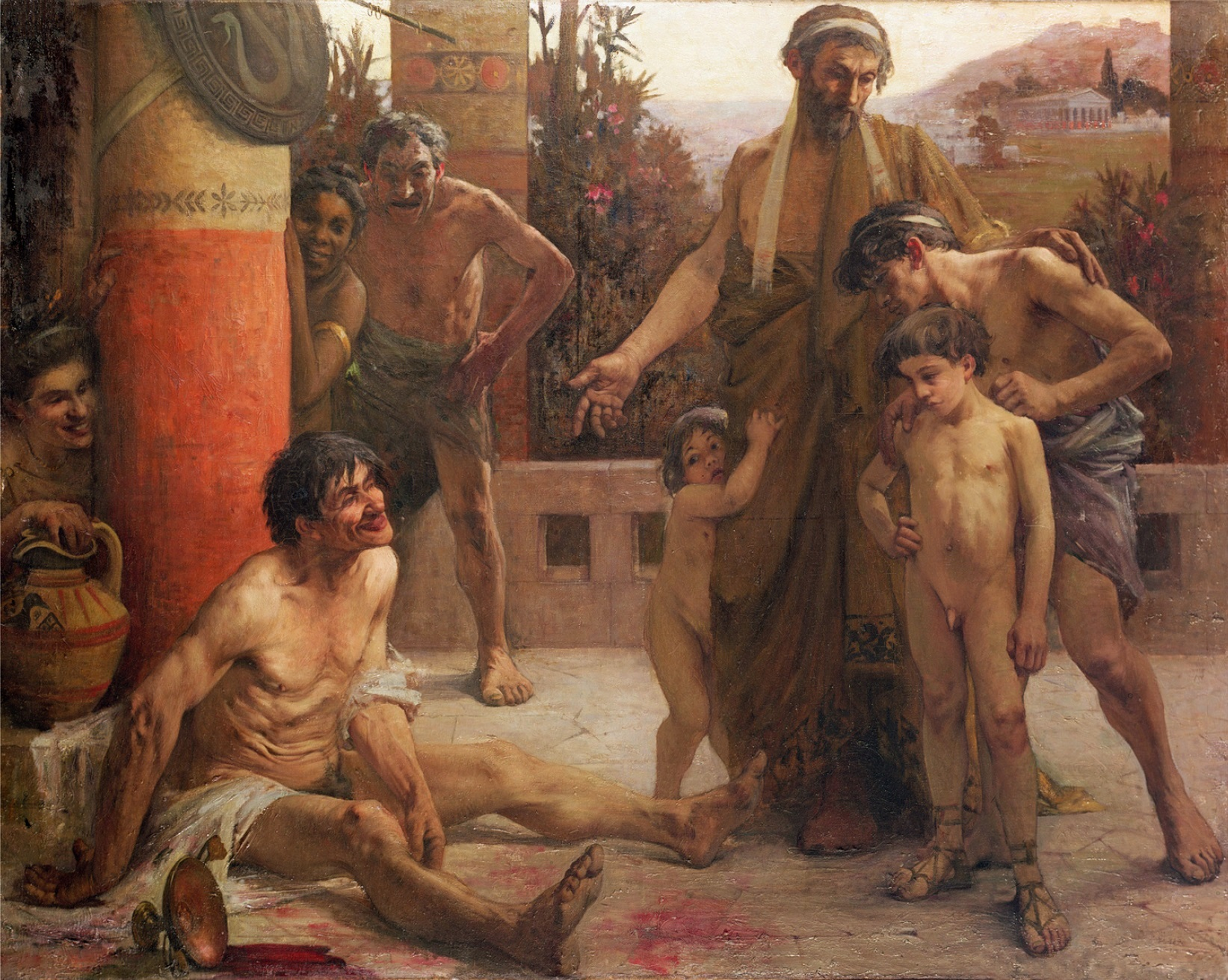
Un Spartiate montre à ses fils un Ilote ivre (1900), huile sur toile, Paris, École nationale supérieure des beaux-arts.
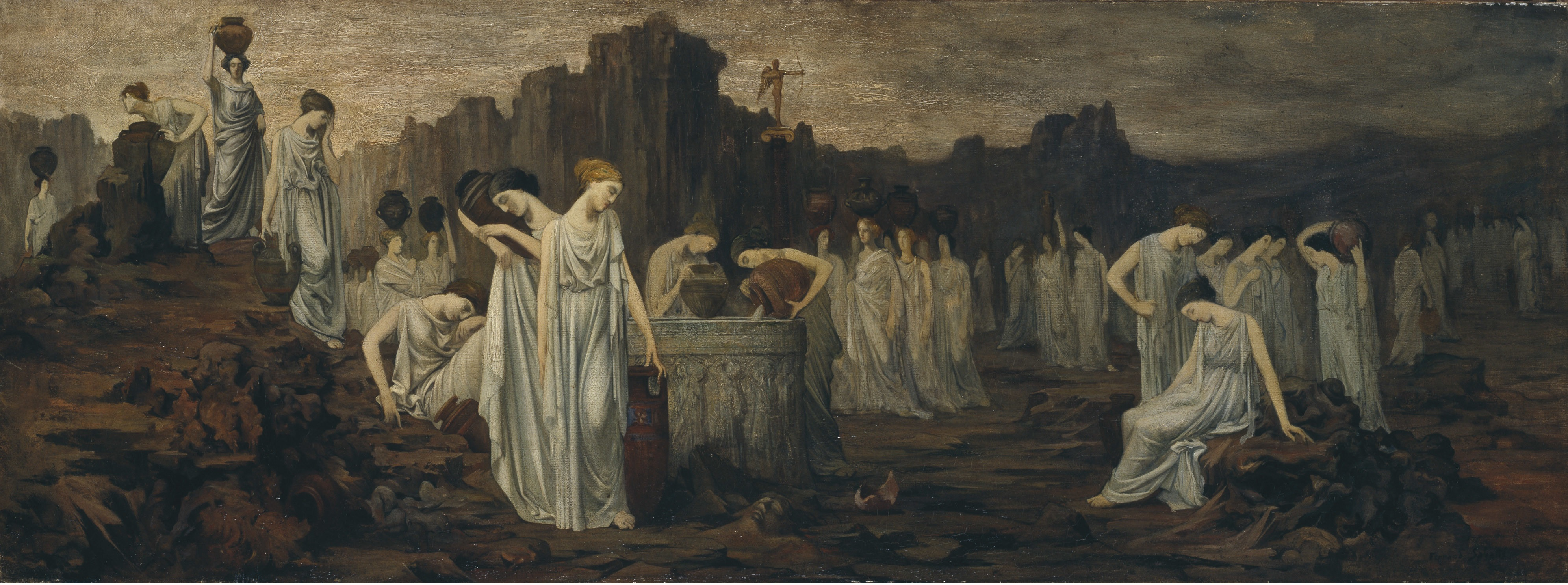
Les filles de Danaos (vers 1900), Melbourne, National Gallery of Victoria.
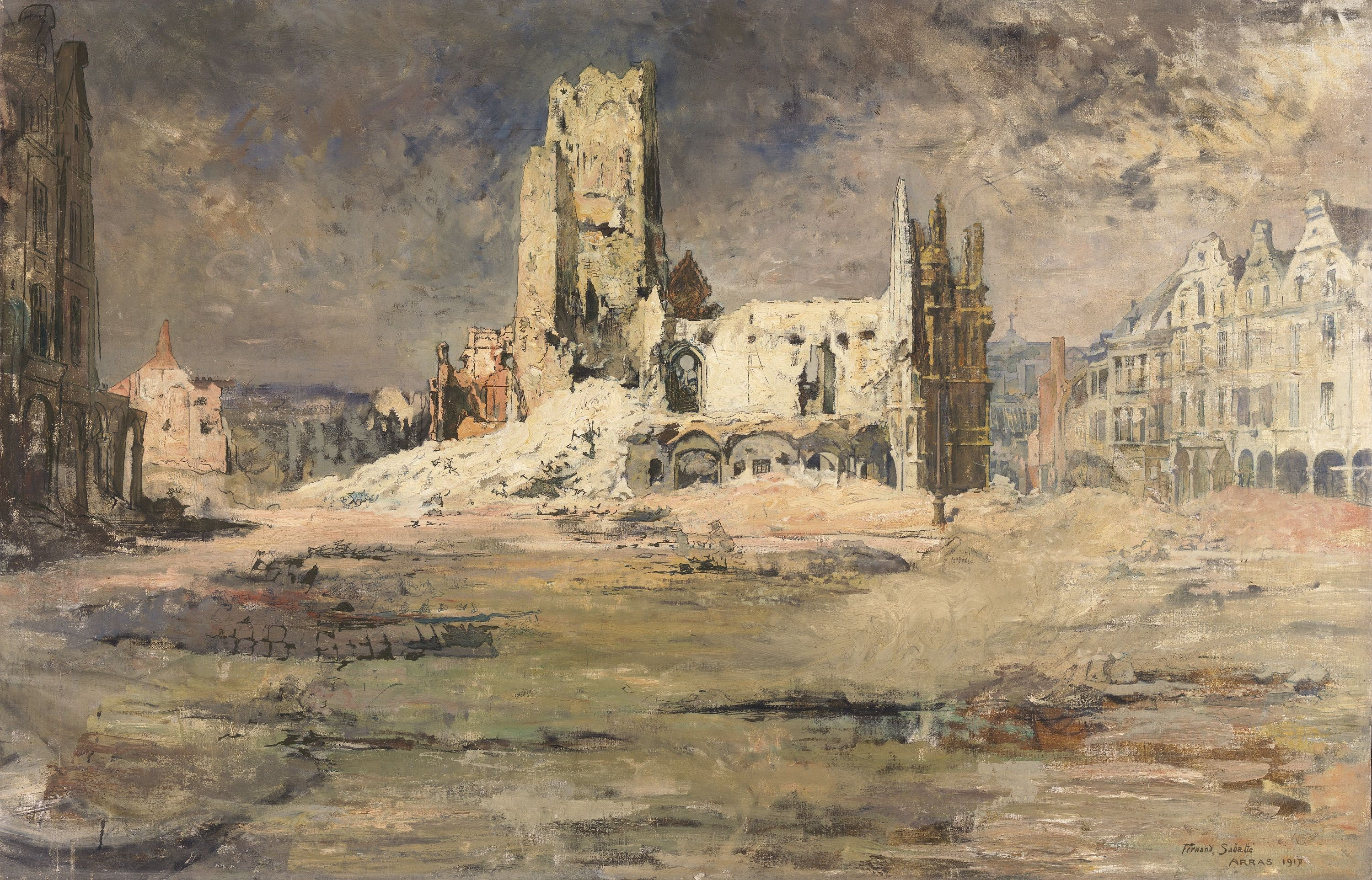
Le Beffroi d'Arras (1917), Dublin, Galerie nationale d'Irlande.

## Élèves
- Paul Aïzpiri (1919-2016).
- André Cabane (1915-1988).
- Lucy Citti Ferreira (1911-2008), de 1932 à 1934.
- Louise Cottin (1907-1974), prix de Rome en 1934.
- Marguerite Dubuisson (1883-1967).
- Felix Eyskens
- Irène Kalebdjian (née en 1910), premier deuxième grand prix de Rome de peinture en 1935.
- Robert Savary (1920-2000).
- Claude Schürr (1921-2014).
- Pierre-Yves Trémois (1921-2020).
- Colette Beleys (1911-1998).